# Euchaetes promathides
Euchaetes promathides är en fjärilsart som beskrevs av Druce 1894. Euchaetes promathides ingår i släktet Euchaetes och familjen björnspinnare. Inga underarter finns listade i Catalogue of Life.